# Arnad
Arnad (hasta el 1976 Arnaz) es un municipio italiano de 1.299 abitanti en el bajo Valle de Aosta.

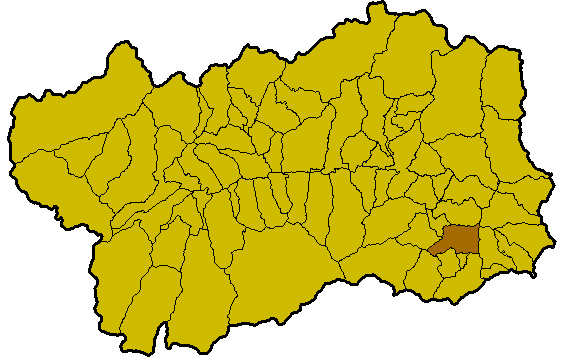
Ubicación del municipio de Arnad en el Valle de Aosta.

## Lugares de interés
- La iglesia de San Martín de Tours, del siglo XV, ejemplo significativo de iglesia románica.
- El castillo Valleise, del siglo XVIII, fue construido por la familia Valleise. En el castillo hay frescos, una dos logias con columnas de piedra y una capilla, en la que se halla un altar barroco de mármol policromado. El castillo es privado y no se puede visitar.

## Gastronomía
Arnad es célebre por la producción de panceta (elaborada utilizando lomo del cerdo), en italiano Lardo di Arnad, en francés Lard d'Arnad.

## Transportes

### Aeropuerto
El aeropuerto más cercano es el de Turín.

### Conexiones viales
La conexión vial principal es la autopista A5 Turín-Aosta y tiene una salida en Pont-Saint-Martin.

### Conexiones ferroviarias
En Arnad no hay estaciones de ferrocarril, las más cercanas se hallan en Verrès y Hône, en la línea Turín-Aosta .

## Evolución demográfica
| Gráfica de evolución demográfica de Arnad entre 1861 y 2001 |
|                                                             |
| Fuente ISTAT - elaboración gráfica de Wikipedia             |

- Datos: Q34760
- Multimedia: Arnad / Q34760

1. ↑  Worldpostalcodes.org, código postal n.º 11020.
2. ↑  «Codici Catastali». Comuni-italiani.it (en italiano). Consultado el 29 de abril de 2017.